# Medare
Medare (izvirno srbsko Медаре) je naselje v Srbiji, ki upravno spada pod Občino Sjenica; slednja pa je del Zlatiborskega upravnega okraja.

## Demografija
V naselju živi 241 polnoletnih prebivalcev, pri čemer je njihova povprečna starost 28,7 let (29,8 pri moških in 27,6 pri ženskah). Naselje ima 79 gospodinjstev, pri čemer je povprečno število članov na gospodinjstvo 4,86.
|  |

| Demografija | Demografija     | Demografija     |
| Leto        | Št. prebivalcev | Št. prebivalcev |
| ----------- | --------------- | --------------- |
|             |                 |                 |
|             |                 |                 |
|             |                 |                 |
|             |                 |                 |
| 1948        | 278             |                 |
| 1953        | 323             |                 |
| 1961        | 370             |                 |
| 1971        | 260             |                 |
| 1981        | 338             |                 |
| 1991        | 367             | 350             |
| 2002        | 461             | 384             |
|             |                 |                 |

| Etnična sestava po popisu iz leta 2002 | Etnična sestava po popisu iz leta 2002 | Etnična sestava po popisu iz leta 2002 | Etnična sestava po popisu iz leta 2002 | Etnična sestava po popisu iz leta 2002 |
| -------------------------------------- | -------------------------------------- | -------------------------------------- | -------------------------------------- | -------------------------------------- |
| Bošnjaki                               | Bošnjaki                               |                                        | 374                                    | 97,39%                                 |
| Muslimani                              | Muslimani                              |                                        | 8                                      | 2,08%                                  |
| Neznano                                | Neznano                                |                                        | 2                                      | 0,52%                                  |